# Baltazar García y de la Rocha
Baltazar García y de la Rocha (Guayaquil, 1799 - Ibidem, 1883) fue un militar ecuatoriano, prócer de la independencia de Guayaquil.

## Biografía
Nacido en Guayaquil, sirvió en el ejercicio de la corona española y desde temprana edad años de edad participó en la defensa de la Guayaquil cuando fue cercada desde vía marítima por el almirante Guillermo Brown. 
En el año de 1820, y debido a la inconformidad que había entre los guayaquileños con respecto a su subordinación con España, García cambió de bando y se comprometió a luchar por los ideales libertarios de su ciudad natal y el 9 de octubre del mismo año, participó en la toma del cuartel “Daule”, luego de lograr con éxito sus objetivos, fue designado junto con otros guayaquileños a tomar la batería de “Las Cruces”.
Una vez que la revolución triunfó en Guayaquil y se declaró la independencia de Guayaquil se unió a la División Protectora de Quito, formada por el presidente de la junta de Gobierno Olmedo, tomando parte en todas las acciones de guerra libradas en el país, participando también de la Batalla de Pichincha el 24 de mayo de 1822.
Conseguida la independencia del Ecuador, marchó a Perú como ayudante de campo del militar colombiano José María Córdova. Con el grado de coronel, Baltazar García y de la Rocha se retiró de la vida militar, murió en su ciudad natal, Guayaquil, el 15 de abril de 1883 a la edad de 84 años.